# Кокушник

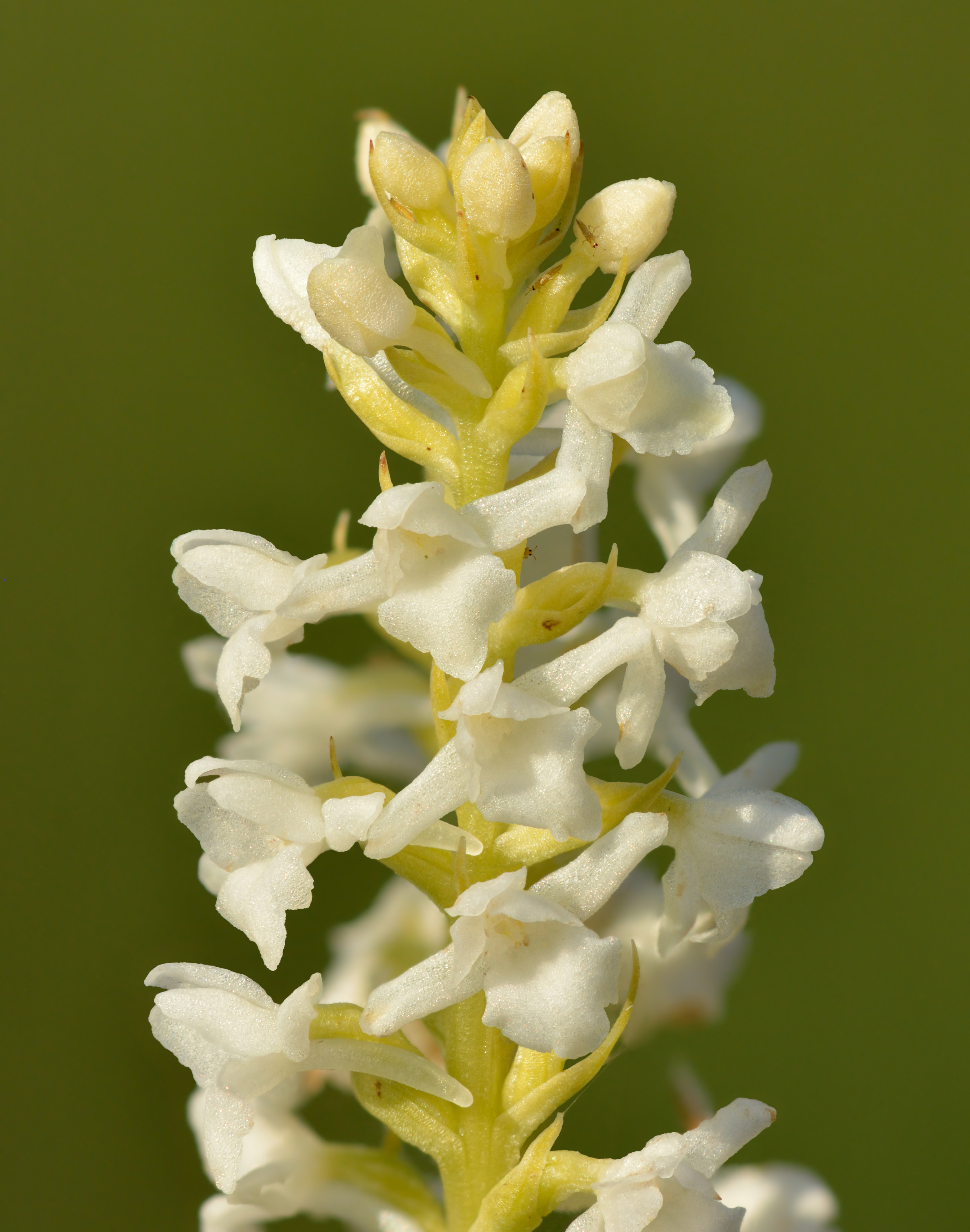
Белоцветковый кокушник ароматнейший

Коку́шник (лат. Gymnadénia) — род многолетних травянистых растений, включённый в трибу Orchideae семейства Орхидные (Orchidaceae).

## Название
Название рода Gymnadenia образовано от греческих слов γυμνός (gymnós, «обнаженный», «голый») и ἀδήν (adēn, «железа») и относится к характеристикам органов — к голым желёзкам поллинариев, выделяющих нектар. 

## Ботаническое описание

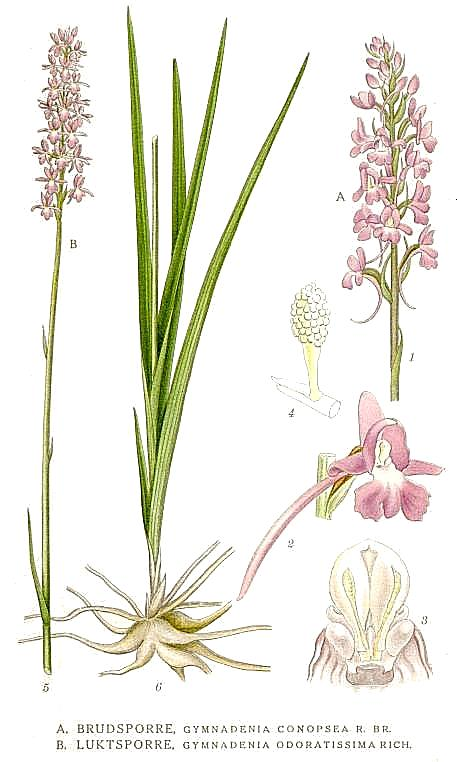
Gymnadenia conopsea — типовой вид рода Кокушник.

В род включены наземные многолетние травянистые растения. Клубеньки мясистые, пальчатые, с тонкими корнями. Стебель прямостоячий, голый, олиственный. Листья очерёдные, в очертании линейно-ланцетовидные или продолговатые, основанием обхватывающие стебель.
Цветки собраны на конце стебля в густое кистевидное соцветие. Лепестки венчика и центральный чашелистик образуют покрывало над короткой колонкой. Поллинии в количестве двух, булавовидные, мучнистые, каждый с узкой каудикулой. Пыльник продолговато-яйцевидный, двураздельный. Рыльце пестика двураздельное, сравнительно крупное. Губа ромбовидная или обратнояйцевидная, с цилиндрическим шпорцем. Завязь изогнутая, голая, цилиндрической или веретеновидной формы.
Плод — прямая коробочка.

## Ареал
Виды рода Кокушник распространены в Европе, Центральной и Восточной Азии, в том числе на островах Японии.

## Систематика
В этом роде были выявлены криптические виды. Подтверждено, что на северо-западе Европейской России Gymnadenia densiflora (Wahlenb.) A. Dietr. надежно выделяется из состава Gymnadenia conopsea (L.) R. Br., и поставлен вопрос о том, что в некоторых других районах России Gymnadenia conopsea также не представляет собой единого целого.

### Синонимы
- ×Gymnigritella E.G.Camus, 1892
- Nigritella Rich., 1817

### Межродовые гибриды
- ×Gymnanacamptis Asch. & Graebn., 1902 [= Gymnadenia × Anacamptis]
- ×Pseudadenia P.F.Hunt, 1971 [= Pseudorchis × Gymnadenia]

### Виды
- Gymnadenia archiducis-joannis (Teppner & E.Klein) Teppner & E.Klein, 1998
- Gymnadenia austriaca (Teppner & E.Klein) P.Delforge, 1998
- Gymnadenia bicolor (W.Foelsche) W.Foelsche & O.Gerbaud, 2011
- Gymnadenia bicornis Tang & K.Y.Lang, 1978
- Gymnadenia borealis (Druce) R.M.Bateman, Pridgeon & M.W.Chase, 1997
- Gymnadenia ×borisii Stoj., Stef. & Georgiev, 1928
- Gymnadenia buschmanniae (Teppner & Ster) Teppner & E.Klein, 1998
- Gymnadenia carpatica (Zapal.) Teppner & E.Klein, 1998
- Gymnadenia ×chanousiana G.Foelsche & W.Foelsche, 1999
- Gymnadenia conopsea (L.) R.Br., 1813 — Кокушник длиннорогий, или длинношпорый, или комарниковый
- Gymnadenia corneliana (Beauverd) Teppner & E.Klein, 1998
- Gymnadenia crassinervis Finet, 1902
- Gymnadenia ×delphineae (M.Gerbaud & O.Gerbaud) M.Gerbaud & O.Gerbaud, 1999
- Gymnadenia densiflora (Wahlenb.) A.Dietr., 1839 — Кокушник густоцветковый
- Gymnadenia ×eggeriana O.Gerbaud, 1999
- Gymnadenia emeiensis K.Y.Lang, 1982
- Gymnadenia frivaldii Hampe ex Griseb., 1846
- Gymnadenia gabasiana (Teppner & E.Klein) Teppner & E.Klein, 1998
- Gymnadenia ×godferyana (G.Keller) W.Foelsche, 1999
- Gymnadenia ×heufleri (A.Kern.) Wettst., 1889
- Gymnadenia ×intermedia Peterm., 1841
- Gymnadenia lithopolitanica (Ravnik) Teppner & E.Klein, 1998
- Gymnadenia miniata (Crantz) Hayek, 1956 — Нигрителла красная
- Gymnadenia nigra (L.) Rchb.f., 1856 — Нигрителла чёрная
- Gymnadenia odoratissima (L.) Rich., 1817 — Кокушник ароматнейший
- Gymnadenia orchidis Lindl., 1835
- Gymnadenia ×pyrenaeensis W.Foelsche, 1999
- Gymnadenia rhellicani (Teppner & E.Klein) Teppner & E.Klein, 1998
- Gymnadenia runei (Teppner & E.Klein) Ericsson, 1997
- Gymnadenia stiriaca (Rech.) Teppner & E.Klein, 1998 — Нигрителла штирийская
- Gymnadenia taquetii Schltr., 1919
- Gymnadenia ×turnowskyi (W.Foelsche) W.Foelsche, 1999
- Gymnadenia ×wettsteiniana O.Abel, 1897
- Gymnadenia widderi (Teppner & E.Klein) Teppner & E.Klein, 1998